# اتارب
الاتارب (به عربی: الأتارب) یک منطقهٔ مسکونی در سوریه است که در Atarib District واقع شده‌است.

## خصوصیات
الاتارب ۲٫۲۵ کیلومترمربع مساحت و ۱۰٬۶۵۷ نفر جمعیت دارد و ۳۱۰ متر بالاتر از سطح دریا واقع شده‌است.